# هاکارو هاشیموتو
هاکارو هاشیماتو (به ژاپنی: 橋本 策) دانشمند علوم پزشکی عصر میجی و عصر تایشو بود. او در ۵ می سال ۱۸۸۱ در روستای میداو در استان میه ژاپن به دنیا آمد. او در سال ۱۹۰۷ از "دانشگاه کیوشو" فارغ التحصیل شد. پس از خروج از این دانشگاه او به تحصیل پزشکی نزد هایاری میاکه، نخستین جراح مغز و اعصاب ژاپن، پرداخت. او در سال ۱۹۱۲ مقاله‌ای به نام (گواتر لنفوماتوز) در مورد یکی از حال‌های بیماری‌های تیروئید به چاپ رساند که بعدها مورد بررسی دانشمندان آمریکایی و انگلیسی قرار گرفت و آن‌ها این بیماری را تیروئیدیت هاشیموتو نامیدند.
پس از شروع جنگ جهانی اول و در سال ۱۹۱۶ در حالی که در انگلستان به تحصیل مشغول بود، ناچار از بازگشت به وطن شد. در بازگشت او در شهر ایماگاچی که نزدیک زادگاهش بود به طبابت مشغول شد. او این حرفه را تا زمانی که در سال ۱۹۳۴ بر اثر حصبه در گذشت ادامه می‌داد.

## نگارخانه

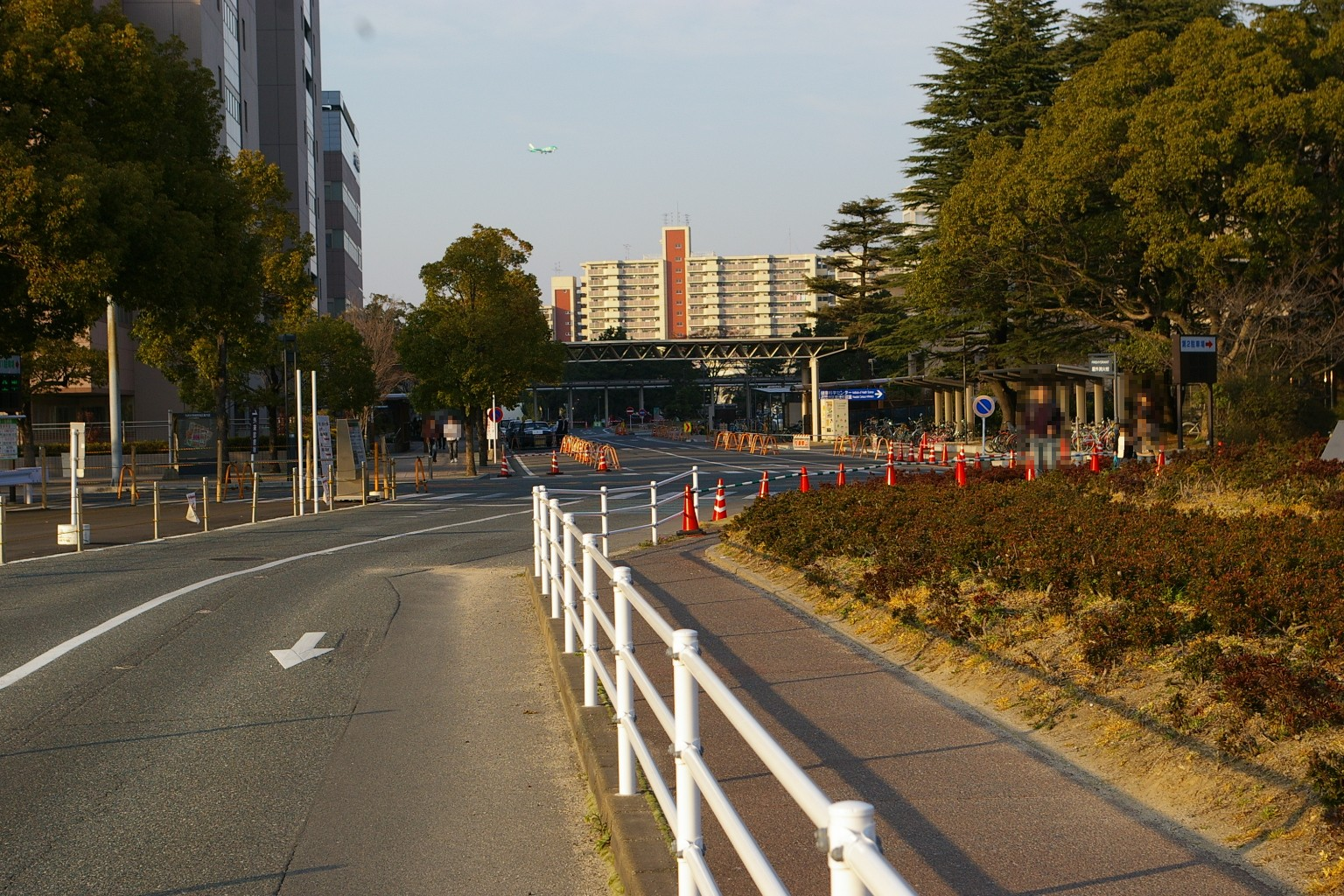
خیابان هاشیموتو، در پردیس مایداشی دانشگاه کیوشو